# Trichodura anceps
Trichodura anceps là một loài ruồi trong họ Tachinidae.